# Terminal San Jerónimo Monterrey
San Jerónimo Monterrey - Jaime Rodríguez, más conocida como San Jerónimo de Grupo Senda, es una terminal de autobuses de pasajeros de carácter privado que ofrece el servicio de transporte hacia diferentes localidades del norte y centro de México. 
Cuenta con un edificio que aloja una sala de primera clase y servicio económico, estacionamiento para 20 vehículos y zona de abordaje para taxis. Fue construida a iniciativa de grupo SENDA.

## Ubicación
Se encuentra en el Bulevar Díaz Ordaz N.º 120 Col. Santa María, junto al colegio Liceo de Monterrey, en la zona poniente de la ciudad.

## Especificaciones
- Número de andenes: 3
- Espacios de aparcamiento de autobuses:
- Superficie total de la terminal:
- Servicio de estacionamiento: 20 vehículos
- Número de taquillas: 3
- Número de locales comerciales: 1
- Salas de espera: 1

## Destinos
| Líneas de autobuses             | Destinos |
| ------------------------------- | --- |
| Transportes del Norte           | México D. F. Norte, Querétaro, Saltillo Norte, Matehuala, San Luis Potosí, Saltillo, Torreón, Gómez Palacio, Chihuahua, Ciudad Juárez, Zacatecas, Fresnillo, Río Grande, Jiménez, Parral, Durango y Mazatlán |
| Transportes Ave Senda Ejecutiva | Chihuahua, Durango, Torreón, Gómez Palacio, Saltillo Norte, Querétaro y México D. F. Norte. |
| Transportes Coahuilenses        | Ramos Arizpe, Saltillo, Parras de la Fuente. |
| Transportes Sendor              | Matehuala, Charcas, Venado, Moctezuma, Ahualulco, Zacatecas, Jerez, Tepetongo, Huejucar, Momax y Tlaltenango.                                                                                                |
| Transportes Tamaulipas          | Sandía el Grande, La Soledad, Las Margaritas, El Potosí, Real de 14, El Salero, San Rafael, Doctor Arroyo.                                                                                                   |

## Transporte público de pasajeros
- Diversas rutas de autobuses y microbuses de la ciudad, operadas varias empresas llegan a la terminal (por ejemplo, Ruta 400, 155, 214, 230 y 107)
- Servicio de taxi